# Matthieu (métropolite de Kiev)
Pour les articles homonymes, voir Mathieu (prénom).
Matthieu fut patriarche de Kiev et de toute la Rus' de 1201 à sa mort en 1220.